# Панфиш

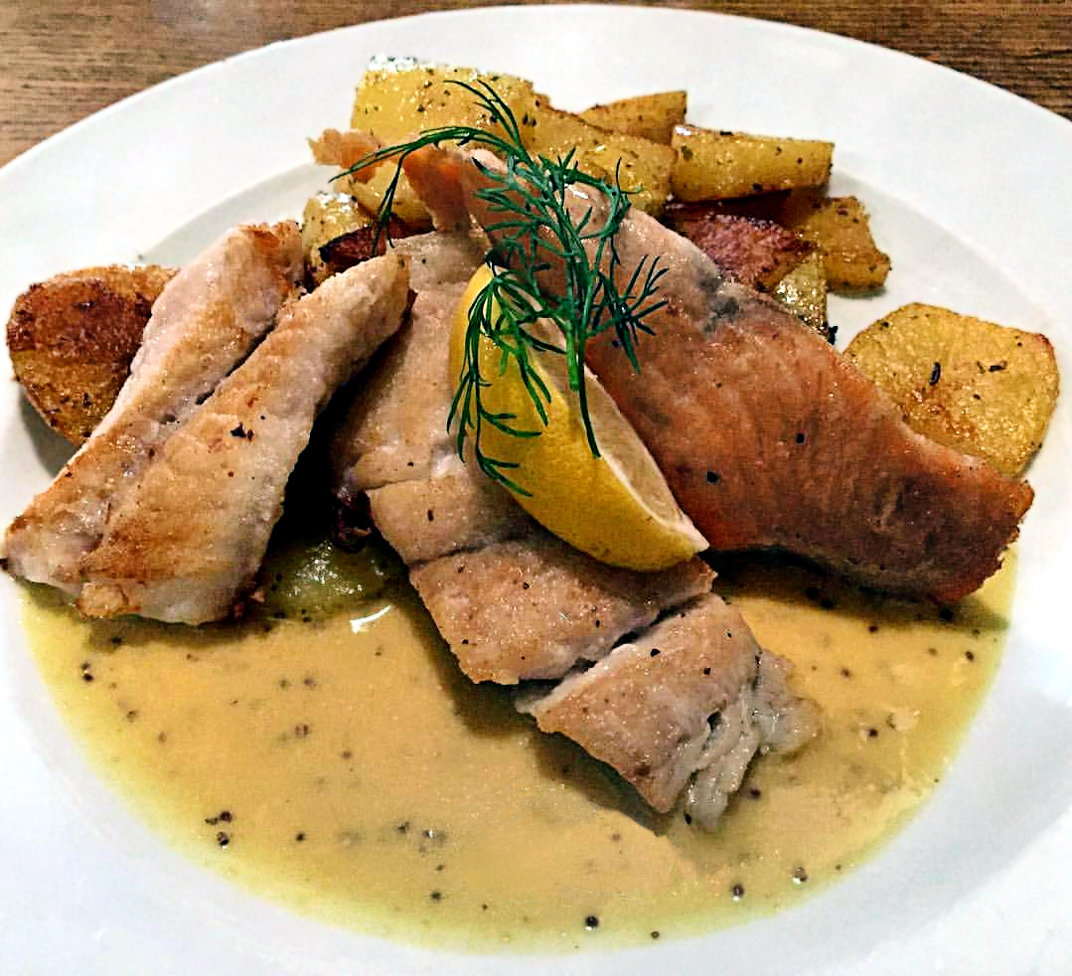
Современный панфиш

Па́нфиш (н.-нем. Pannfisch — «рыба со сковороды») — традиционное блюдо региональной гамбургской кухни, которое со временем завоевало статус типичного блюда на Севере Германии. Представляет собой куски жареной или отварной рыбы без головы под горчичным соусом с жареным картофелем. Изначально панфиш считался бедняцкой едой, приготовленной из остатков вчерашней пищи, ныне панфиш готовят из рыбы ценных пород и в дорогих ресторанах.
Гамбургский панфиш восходит ко временам, когда в город вплоть до XX века в изобилии поступала рыба из Эльбы и Северного моря, прежде всего, сельдь, треска, камбалай и угорь. Панфиш был дешёвым и сытным блюдом, доступным бедным низшим слоям населения, например, портовым грузчикам. В оставшуюся от вчерашнего обеда рыбу с картофелем добавляли дешёвые обрезки свежей рыбы, приобретённые в рыбных лавках или в порту. Согласно старым рецептам куски рыбы варили в бульоне, смешивали с хрустящим жареным картофелем на сковороде и подавали с густым горчичным соусом на основе ру. Соус был призван приглушить рыбный вкус. Старейшие из сохранившихся рецептов панфиша датируются серединой XIX века. В своей вышедшей в 1890 году кулинарной книге Ада Рее приводит облагороженный рецепт панфиша из отваренной свежей морской рыбы без костей. Классический рецепт панфиша приведён в «Бременской кулинарной книге» 1949 года.